# Élections régionales de 2019 à Madère
Les élections régionales de 2019 (en portugais : Eleições legislativas regionais na Madeira em 2019) se tiennent le 22 septembre 2019 à Madère afin d'élire les 47 députés de l'Assemblée législative de cette région autonome du Portugal.
Les élections voient la victoire du Parti social-démocrate (PPD/PSD), qui perd cependant la majorité absolue qu'il détenait depuis les premières élections de 1976, ainsi que par la progression du Parti socialiste (PS).
Le président du gouvernement régional, Miguel Albuquerque, se maintient en concluant un accord de coalition entre le PPD/PSD et le CDS – Parti populaire (CDS-PP), arrivé troisième.

## Système électoral
L'Assemblée législative de Madère est composée de 47 sièges pourvus pour quatre ans au scrutin proportionnel plurinominal de liste dans une unique circonscription électorale correspondant au territoire de la région, et répartis selon la méthode D'Hondt.

## Résultats
|                          |                                                    |         |       |      |        |               |  |  |  |  |  |  |  |  |
| Partis                   | Partis                                             | Voix    | %     | +/-  | Sièges | +/-           |  |  |  |  |  |  |  |  |
|                          | Parti social-démocrate (PPD/PSD)                   | 56 449  | 39,42 | 4,94 | 21     | 3             |  |  |  |  |  |  |  |  |
|                          | Parti socialiste (PS)                              | 51 207  | 35,76 | Nv.  | 19     | Nv.           |  |  |  |  |  |  |  |  |
|                          | CDS – Parti populaire (CDS-PP)                     | 8 246   | 5,76  | 7,95 | 3      | 4             |  |  |  |  |  |  |  |  |
|                          | Ensemble pour le peuple (JPP)                      | 7 830   | 5,47  | 4,81 | 3      | 2             |  |  |  |  |  |  |  |  |
|                          | Coalition démocratique unitaire (CDU)              | 2 577   | 1,80  | 3,74 | 1      | 1             |  |  |  |  |  |  |  |  |
|                          | Bloc de gauche (BE)                                | 2 489   | 1,74  | 2,06 | 0      | 2             |  |  |  |  |  |  |  |  |
|                          | Personnes–Animaux–Nature (PAN)                     | 2 095   | 1,46  | Nv.  | 0      | Nv.           |  |  |  |  |  |  |  |  |
|                          | Parti uni des retraités (PURP)                     | 1 766   | 1,23  | Nv.  | 0      | Nv.           |  |  |  |  |  |  |  |  |
|                          | Réagir, inclure, recycler (RIR)                    | 1 749   | 1,22  | Nv.  | 0      | Nv.           |  |  |  |  |  |  |  |  |
|                          | Parti travailliste portugais (PTP)                 | 1 426   | 1,00  | Nv.  | 0      | Nv.           |  |  |  |  |  |  |  |  |
|                          | Alliance (A)                                       | 766     | 0,53  | Nv.  | 0      | Nv.           |  |  |  |  |  |  |  |  |
|                          | Initiative libérale (IL)                           | 762     | 0,53  | Nv.  | 0      | Nv.           |  |  |  |  |  |  |  |  |
|                          | Assez (CH)                                         | 619     | 0,43  | Nv.  | 0      | Nv.           |  |  |  |  |  |  |  |  |
|                          | Parti démocrate républicain (PDR)                  | 603     | 0,42  | Nv.  | 0      | Nv.           |  |  |  |  |  |  |  |  |
|                          | Parti communiste des travailleurs portugais (PCTP) | 601     | 0,42  | 1,26 | 0      | en stagnation |  |  |  |  |  |  |  |  |
|                          | Parti de la Terre (MPT)                            | 507     | 0,35  | Nv.  | 0      | Nv.           |  |  |  |  |  |  |  |  |
|                          | Parti national rénovateur (PNR)                    | 274     | 0,19  | 0,63 | 0      | en stagnation |  |  |  |  |  |  |  |  |
|                          |                                                    |         |       |      |        |               |  |  |  |  |  |  |  |  |
| Votes valides            | Votes valides                                      | 139 966 | 97,74 |      |        |               |  |  |  |  |  |  |  |  |
| Votes nuls               | Votes nuls                                         | 2 534   | 1,77  |      |        |               |  |  |  |  |  |  |  |  |
| Votes blancs             | Votes blancs                                       | 700     | 0,49  |      |        |               |  |  |  |  |  |  |  |  |
| Total                    | Total                                              | 143 200 | 100   | –    | 47     | en stagnation |  |  |  |  |  |  |  |  |
| Abstentions              | Abstentions                                        | 114 805 | 44,50 |      |        |               |  |  |  |  |  |  |  |  |
| Inscrits / participation | Inscrits / participation                           | 258 005 | 55,50 |      |        |               |  |  |  |  |  |  |  |  |

## Analyse et conséquences

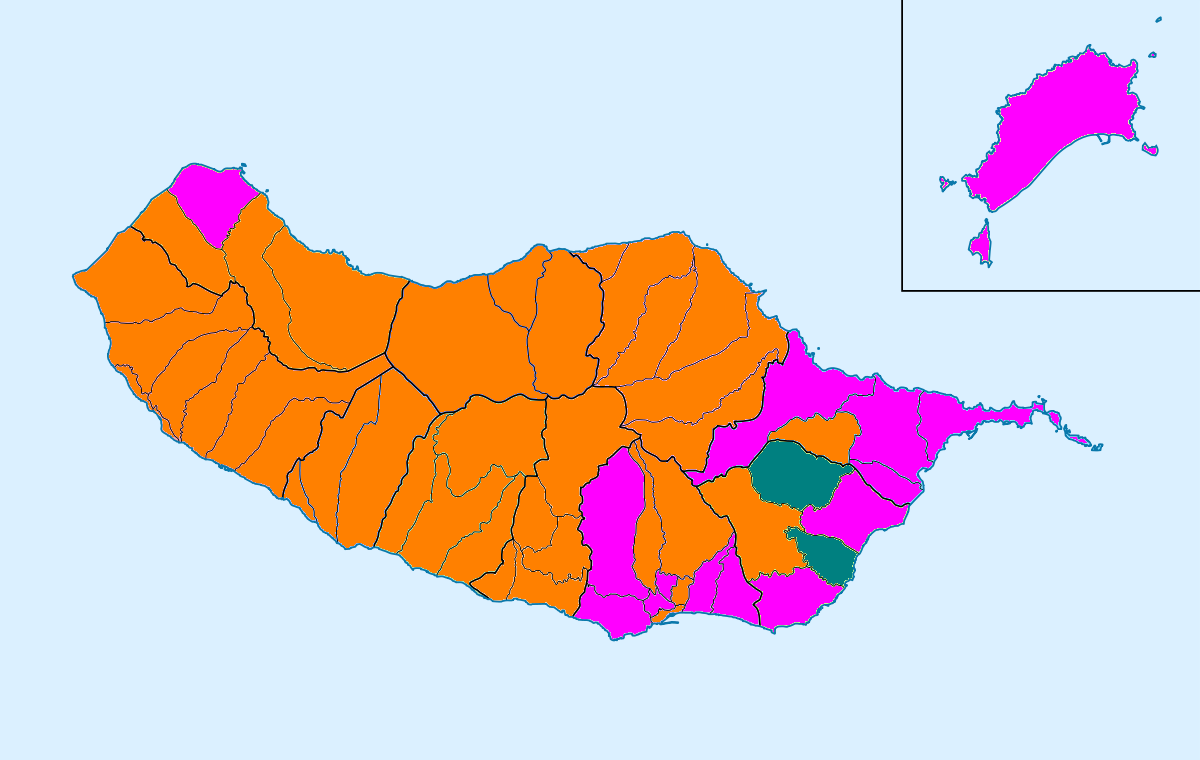
Parti arrivé en tête par municipalité

Bien qu'arrivé en tête, le Parti social-démocrate (PPD/PSD) subit un revers en perdant la majorité qu'il détenait à l'assemblée. Le scrutin est une nette progression pour le Parti socialiste, qui triple le nombre de ses élus alors même qu'il se présente seul, et non plus en coalition. Le PS met ainsi fin à 43 ans de majorités absolues du Parti social-démocrate dans l'île. Ce résultat favorable intervient à quelques jours des élections législatives au niveau national.
Le PPD/PSD se maintient néanmoins en formant une coalition avec le CDS – Parti populaire (CDS-PP), arrivé troisième, permettant ainsi à Miguel Albuquerque de se maintenir au poste de président du gouvernement régional. Son gouvernement, qui prend ses fonctions le 15 octobre, intègre plusieurs membres du CDS-PP dont son dirigeant Rui Barreto, qui devient secrétaire régional à l'Économie.